# تاریخ یهودیان در نروژ

موقعیت نروژ (سبز تیره) در اروپا

تاریخ یهودیان در نروژ به دهه ۱۴۰۰ میلادی برمی گردد. اگرچه به احتمال بسیار زیاد بازرگانان، ملوانان و سایر یهودیان در سده‌های میانه وارد نروژ شدند، اما هیچ تلاشی برای ایجاد یک جامعه یهودی انجام نشد. در اوایل دوره مدرن، نروژ، که هنوز توسط مرگ سیاه ویران شده بود، از سال ۱۵۳۶ تا ۱۸۱۴ توسط دانمارک و سپس تا سال ۱۹۰۵ به دست سوئد اداره می‌شد. در سال ۱۶۸۷، کریستیان پنجم کلیه امتیازات یهودیان را لغو کرد، به‌طور خاص یهودیان را از نروژ ممنوع کرد. یهودیانی که در پادشاهی زندگی می‌کردند زندانی و تبعید شدند و این ممنوعیت تا سال ۱۸۵۱ ادامه داشت.
در سال ۱۸۱۴، زمانی که نروژ از دانمارک استقلال یافت، ممنوعیت کلی ورود یهودیان به کشور در قانون اساسی جدید نروژ ادامه یافت. سفاردی‌ها از این ممنوعیت معاف بودند، اما به نظر می‌رسد که تعداد کمی از آنها درخواست نامه آزادی داده بودند. پس از تلاش‌های خستگی ناپذیر شاعر هنریک ورگلاند، سیاستمدار پتر جنسن فوچالد، مدیر مدرسه هانس هولمبو و دیگران، در سال ۱۸۵۱ پارلمان نروژ (استورتینگه) تحریم یهودیان را لغو کرد و به آنها حقوق دینی برابر با مخالفان مسیحی اعطا شد.

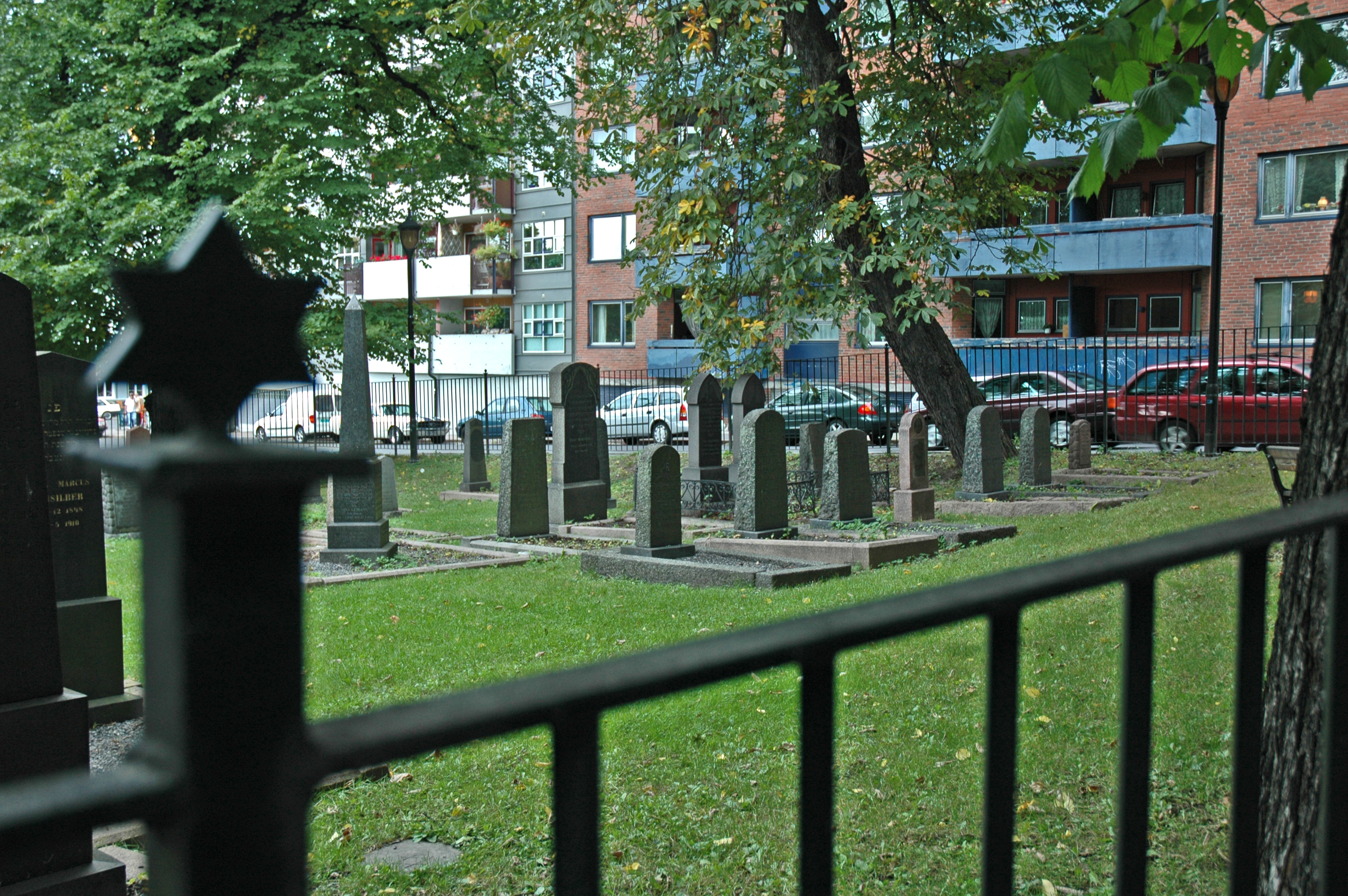
گورستان یهودیان در سوفینبرگ، اسلو

اولین جامعه یهودیان در نروژ در سال ۱۸۹۲ در اسلو تأسیس شد. این جامعه تا جنگ جهانی دوم به آرامی رشد کرد. در اواخر دهه ۱۹۳۰ توسط پناهندگان تقویت شد و در حدود ۲۱۰۰ به اوج رسید. در طی هولوکاست، که در آن بخش قابل توجهی از جامعه یهودی نروژ توسط آلمان نازی کشته شد، جمعیت ویران شد. یهودیان همچنان از کوچکترین اقلیتهای قومی و مذهبی نروژ هستند.

## سده‌های میانه
اولین اشاره به یهودیان در ادبیات نورس در" Postola sögur" در ایسلند در سده سیزدهم یافت شد، جایی که آنها به همراه مشرکان عام تر ذکر می‌شوند. در ادبیات این زمان از یهودیان به عنوان "gyðingar" , "juði" یا به صورت لاتین "judeus" یاد می‌شد. همچنین در حماسه‌های ادبی پسین ایسلندی، مانند حماسه "Gyðinga" (حماسه یهودیان)، از یهودیان با عبارات نامطلوبی یاد شده‌است. 
با این حال، منابعی وجود دارد که یهودستیزی را در نروژ در سده میانه به دلیل ساده مبنی بر عدم وجود یهودیان در این کشور، مورد مناقشه قرار می‌دهند. به عنوان مثال، در یک مطالعه جامع از اسناد معاصر، مانند وصیت نامه‌ها، قراردادها و پرونده‌های حقوقی، از یهودیان یا جامعه یهودیان در نروژ نامی برده نشده‌است.

## هولوکاست

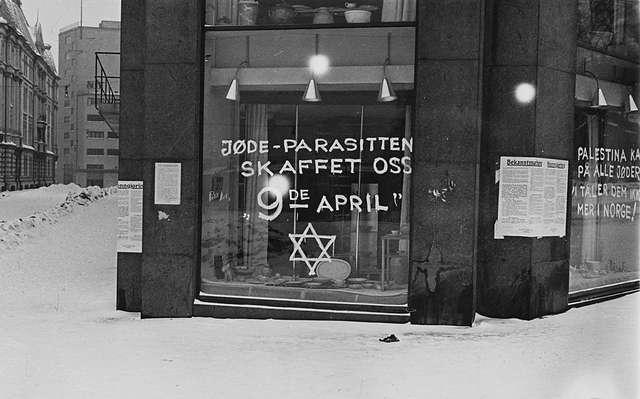
دیوار نویسی ضدیهودی روی ویترین مغازه‌ها در اسلو در سال ۱۹۴۱.

آلمان نروژ را در ۹ آوریل ۱۹۴۰ اشغال کرد و تعدادی از نروژی‌ها بلافاصله دستگیر شدند و دو ماه بعد نیروهای اشغالگر اولین اردوگاه زندانیان را در اولون، خارج از برگن ایجاد کردند. بسیاری از یهودیانی که می‌توانستند از کشور فرار کردند. «تقریباً دو سوم یهودیان از نروژ فرار کردند». از این تعداد، حدود ۹۰۰ یهودی توسط جنبش مقاومت نروژ به خارج از کشور قاچاق شدند، عمدتاً به سوئد اما برخی نیز به انگلستان منتقل شدند. در سال ۱۹۴۲، پیش از آغاز اخراج، حداقل ۲٬۱۷۳ یهودی در نروژ زندگی می‌کردند. از این تعداد، هزار و ۶۴۳ نفر شهروند نروژ، ۲۴۰ نفر شهروند خارجی و ۲۹۰ شهروند فاقد تابعیت بودند. حداقل ۷۶۵ یهودی در دست آلمانی‌ها کشته شدند. فقط بین ۲۸ تا ۳۴ نفر از افراد تبعید شده زنده مانده بودند.